# Desmosomella
Desmosomella är ett släkte av kräftdjur som beskrevs av Oleg Grigor'evich Kussakin 1965. Desmosomella ingår i familjen Desmosomatidae.
Kladogram enligt Catalogue of Life och Dyntaxa:
| Desmosomella | \| \| Desmosomella armata \| \| \| \| \| \| Desmosomella falklandicum \| \| \| \| |
|              | \| \| Desmosomella armata \| \| \| \| \| \| Desmosomella falklandicum \| \| \| \| |
|              | Balbidocolon                                                                      |
|              |                                                                                   |
|              | Chelantermedia                                                                    |
|              |                                                                                   |
|              | Chelator                                                                          |
|              |                                                                                   |
|              | Chelibranchus                                                                     |
|              |                                                                                   |
|              | Cryodesma                                                                         |
|              |                                                                                   |
|              | Desmosoma                                                                         |
|              |                                                                                   |
|              | Disparella                                                                        |
|              |                                                                                   |
|              | Echinopleura                                                                      |
|              |                                                                                   |
|              | Eugerda                                                                           |
|              |                                                                                   |
|              | Eugerdella                                                                        |
|              |                                                                                   |
|              | Mirabilicoxa                                                                      |
|              |                                                                                   |
|              | Momedossa                                                                         |
|              |                                                                                   |
|              | Oecidiobranchus                                                                   |
|              |                                                                                   |
|              | Paradesmosoma                                                                     |
|              |                                                                                   |
|              | Prochelator                                                                       |
|              |                                                                                   |
|              | Pseudogerda                                                                       |
|              |                                                                                   |
|              | Pseudomesus                                                                       |
|              |                                                                                   |
|              | Reductosoma                                                                       |
|              |                                                                                   |
|              | Torwolia                                                                          |
|              |                                                                                   |
|              | Whoia                                                                             |
|              |                                                                                   |
|              | Desmosomella armata                                                               |
|              |                                                                                   |
|              | Desmosomella falklandicum                                                         |
|              |                                                                                   |

|  | Desmosomella armata       |
|  |                           |
|  | Desmosomella falklandicum |
|  |                           |